# Bonchamp-lès-Laval
Pour les articles homonymes, voir Laval.
Bonchamp-lès-Laval est une commune française, située dans le département de la Mayenne en région des Pays de la Loire, peuplée de 6 294 habitants.
La commune fait partie de la province historique du Maine, et se situe dans le Bas-Maine.

## Géographie

### Transports
Deux axes de circulation routière traversent Bonchamp d'est en ouest :
- l'autoroute A81 (dont les aires de service de Laval-Bonchamp et Laval-le-Coudray sont sur le territoire communal),
- la D 57. Un carrefour giratoire remplace les feux tricolores depuis l'été 2008.

### Hydrographie
La Jouanne est un des deux cours d'eau de la commune. Pêcheurs et promeneurs fréquentent cette petite rivière, là où il est bon de pêcher, notamment à partir du moulin de Pochard.
Le ruisseau du Quartier se trouve à l'ouest, à la limite de la ville de Laval.

### Communes limitrophes
Bonchamp est limitrophe à l'est de Laval.
| Changé                                 | Louverné             | La Chapelle-Anthenaise, Argentré |
| Laval                                  | Bonchamp-lès-Laval   | Argentré, Louvigné               |
| Laval, Entrammes (sur quelques mètres) | Forcé, Parné-sur-Roc | Louvigné, Parné-sur-Roc          |

### Climat
Pour des articles plus généraux, voir Climat des Pays de la Loire et Climat de la Mayenne.
En 2010, le climat de la commune est de type climat océanique altéré, selon une étude du CNRS s'appuyant sur une série de données couvrant la période 1971-2000. En 2020, Météo-France publie une typologie des climats de la France métropolitaine dans laquelle la commune est exposée à un climat océanique et est dans la région climatique  Moyenne vallée de la Loire, caractérisée par une bonne insolation (1 850 h/an) et un été peu pluvieux. 
Pour la période 1971-2000, la température annuelle moyenne est de 11,2 °C, avec une amplitude thermique annuelle de 13,8 °C. Le cumul annuel moyen de précipitations est de 789 mm, avec 12,6 jours de précipitations en janvier et 7,1 jours en juillet. Pour la période 1991-2020, la température moyenne annuelle observée sur la station météorologique de Météo-France la plus proche, sur la commune d'Argentré à 5 km à vol d'oiseau, est de 11,8 °C et le cumul annuel moyen de précipitations est de 780,7 mm,. Pour l'avenir, les paramètres climatiques de la commune estimés pour 2050 selon différents scénarios d'émission de gaz à effet de serre sont consultables sur un site dédié publié par Météo-France en novembre 2022.
| Mois                                  | jan.            | fév.             | mars           | avril           | mai           | juin            | jui.          | août          | sep.         | oct.            | nov.          | déc.            | année     |
| ------------------------------------- | --------------- | ---------------- | -------------- | --------------- | ------------- | --------------- | ------------- | ------------- | ------------ | --------------- | ------------- | --------------- | --------- |
| Température minimale moyenne (°C)     | 2,2             | 1,8              | 3,5            | 5,1             | 8,5           | 11,4            | 12,9          | 12,9          | 10,3         | 8,2             | 4,7           | 2,5             | 7         |
| Température moyenne (°C)              | 5,3             | 5,7              | 8,2            | 10,6            | 14            | 17,2            | 19            | 19,1          | 16,1         | 12,5            | 8,2           | 5,6             | 11,8      |
| Température maximale moyenne (°C)     | 8,3             | 9,6              | 12,9           | 16,1            | 19,6          | 23              | 25,2          | 25,3          | 21,9         | 16,8            | 11,7          | 8,7             | 16,6      |
| Record de froid (°C) date du record   | −16 08.01.1985  | −14,5 10.02.1991 | −11,3 01.03.05 | −4,5 12.04.1986 | −2 05.05.1979 | 1,2 01.06.06    | 4,5 12.07.00  | 3 29.08.1989  | 1,5 19.09.07 | −4,5 30.10.1997 | −8 23.11.1993 | −10,6 29.12.05  | −16 1985  |
| Record de chaleur (°C) date du record | 16,1 13.01.1993 | 20 27.02.19      | 23,5 20.03.05  | 27,4 15.04.15   | 31,5 27.05.05 | 37,5 26.06.1976 | 38,7 23.07.19 | 39,5 10.08.03 | 35 14.09.20  | 28 03.10.11     | 21,5 07.11.15 | 16,9 16.12.1989 | 39,5 2003 |
| Précipitations (mm)                   | 78,5            | 60               | 56,1           | 56,3            | 58,4          | 53,1            | 51,2          | 52,2          | 65,4         | 80,1            | 78,9          | 90,5            | 780,7     |

## Urbanisme

### Typologie
Au 1er janvier 2024, Bonchamp-lès-Laval est catégorisée ceinture urbaine, selon la nouvelle grille communale de densité à sept niveaux définie par l'Insee en 2022.
Elle appartient à l'unité urbaine de Bonchamp-lès-Laval, une unité urbaine monocommunale constituant une ville isolée,. Par ailleurs la commune fait partie de l'aire d'attraction de Laval, dont elle est une commune de la couronne,. Cette aire, qui regroupe 66 communes, est catégorisée dans les aires de 50 000 à moins de 200 000 habitants,.

### Occupation des sols
L'occupation des sols de la commune, telle qu'elle ressort de la base de données européenne d’occupation biophysique des sols Corine Land Cover (CLC), est marquée par l'importance des territoires agricoles (78,8 % en 2018), en diminution par rapport à 1990 (88,5 %). La répartition détaillée en 2018 est la suivante : 
prairies (39,5 %), terres arables (30,3 %), zones urbanisées (10,4 %), zones agricoles hétérogènes (8,9 %), zones industrielles ou commerciales et réseaux de communication (6,7 %), espaces verts artificialisés, non agricoles (4,1 %). L'évolution de l’occupation des sols de la commune et de ses infrastructures peut être observée sur les différentes représentations cartographiques du territoire : la carte de Cassini (XVIIIe siècle), la carte d'état-major (1820-1866) et les cartes ou photos aériennes de l'IGN pour la période actuelle (1950 à aujourd'hui).

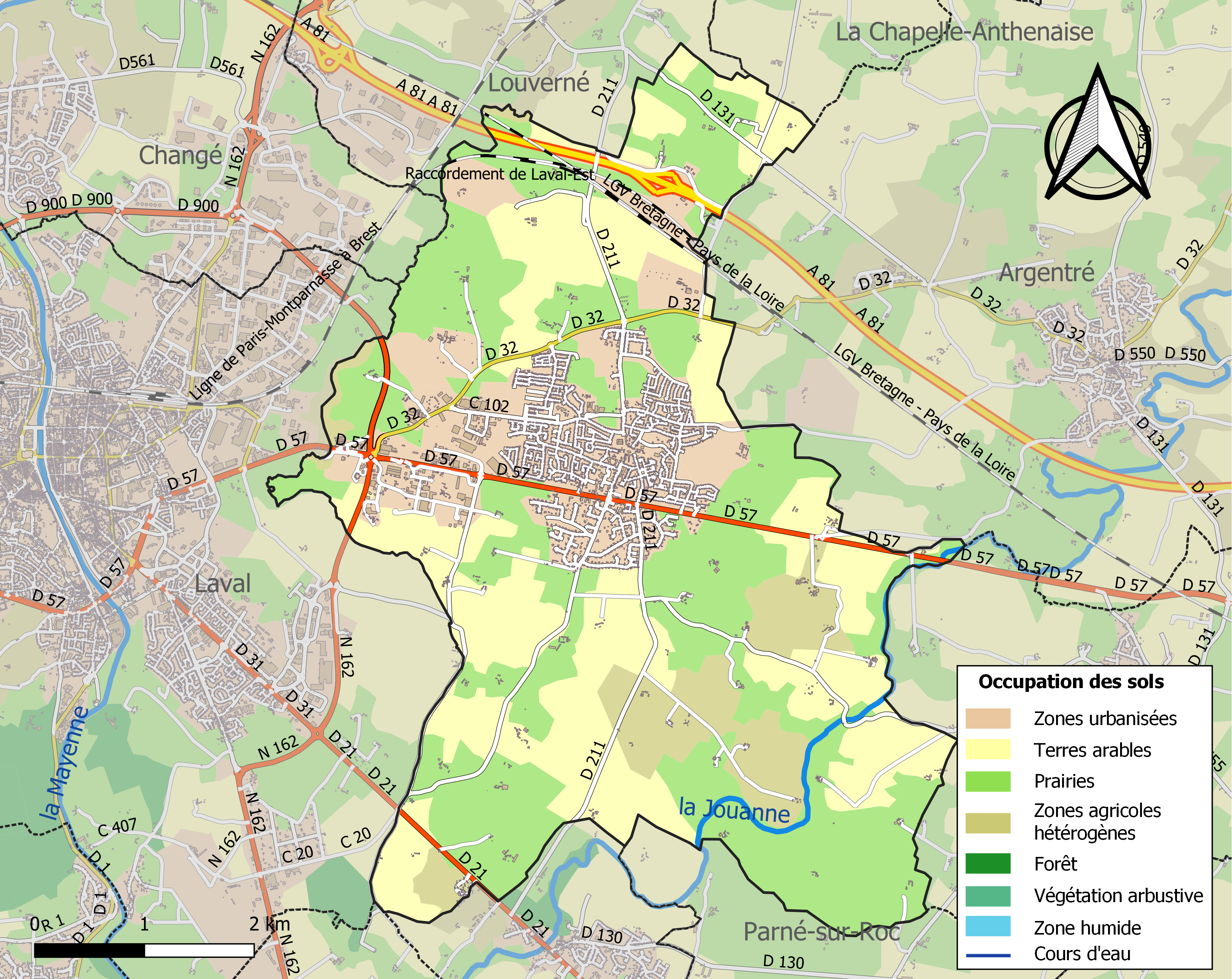
Carte des infrastructures et de l'occupation des sols de la commune en 2018 (CLC).

## Toponymie
Bonchamps-lès-Laval, de Malo Campo au XIe siècle, de Bono Campo en 1241 : constatant le changement d'épithète (bon remplaçant mauvais), Albert Dauzat et Charles Rostaing évoquent deux hypothèses. Il pourrait être dû à un affranchissement de taxes féodales ou à un euphémisme destiné à conjurer le mauvais sort,.
Le gentilé est Bonchampois.

## Histoire

### De Malo Campo à Bonchamp-lès-Laval
L'étude des documents d'archives montre que la commune n'a pas toujours porté le même nom et qu'elle aurait même pu s'appeler autrement à partir de la fin du XIXe siècle.
Les premières traces écrites remontent au XIe siècle, et relèvent une curieuse transformation du nom latin de malo en bono.
- XIe siècle : Costume Sancte Marie de Malo Campo
- XIIe siècle : Presbyter de Malo Campo
- 1241 : Parrochia de Bono Campo
- 1312 : Bonchamp
- 1422 : Presbyter de Bono Campo

Mais c'est une mésaventure militaire qui décide du sort de l'appellation de la commune, comme le décrit cette déclaration de Gaultier de Vaucenay, maire de Bonchamp, lors de la séance de conseil municipal du 5 novembre 1893 :
« Messieurs : vous vous souvenez que le 21 septembre dernier, des préparatifs avaient été faits dans la commune de Bonchamp, par le cantonnement de deux escadrons de cavalerie, et que ces préparatifs avaient été inutiles par suite d'une confusion amenée par la ressemblance de nom de notre commune avec celle de Bouchamps (près de Craon) à qui auraient dû parvenir les instructions arrivées ici par erreur.
Pour arriver à éviter le retour de pareille confusion, je vous invite à adresser aux autorités civiles et militaires une demande tendant à ajouter aux noms de ces deux communes une qualification distinctive sur les pièces officielles, annuaires et cartes. On pourrait pour notre commune dire : Bonchamp-du-Maine ou Bonchamp-lès-Laval, et pour Bouchamps (près Craon), Bouchamps d'Anjou ou Bouchamps-de-Craon. »
Le conseil municipal donna un avis favorable à cette demande de modification de nom. Et c'est par un décret du 20 novembre 1894 que Bonchamp prit son nom actuel : Bonchamp-lès-Laval et que la commune voisine de Craon devint « Bouchamps-lès-Craon ».

### Les métiers des Bonchampois à la fin duXIXesiècle
Nombre de personnes occupant les différentes professions vers 1899 (ces chiffres englobent les patrons et les employés).
Tous les autres habitants de la commune travaillent alors dans l'agriculture. Sur cent dix exploitations, seulement sept cultivateurs sont propriétaires. Les autres sont métayers ou fermiers, occupant deux cent vingt ouvriers agricoles et une cinquantaine de servantes.
- Charpentiers : 6
- Maçons : 8
- Maréchaux, fabricants de faux : 18
- Charrons : 10
- Cordonniers : 2
- Tisserands : 8
- Boulanger : 1
- Épiciers : 3
- Débitants : 10

### Le chemin de fer
Bonchamp était desservi par la ligne de chemin de fer départemental reliant Laval à Saint-Jean-sur-Erve. Cette ligne fut ouverte à l'exploitation le 8 mai 1900. À partir du 8 novembre 1934, le service fut transféré sur route. En 1935, seuls vingt-quatre trains spéciaux circulèrent sur la ligne qui fut définitivement fermé le 1er mai 1935.
En 1902, la gare de Bonchamp avait accueilli 11 168 voyageurs. La halte de Barbé, située dans la commune, avait accueilli 1 752 voyageurs cette même année.

## Politique et administration

### Administration municipale
| Période                                  | Période               | Identité                | Étiquette    | Qualité |
| ---------------------------------------- | --------------------- | ----------------------- | ------------ | --- |
| Les données manquantes sont à compléter. |                       |                         |              | |
| 1855                                     | 1862                  | Gaultier de Vaucenay    |              | |
| 1862                                     | 1866                  | Bodereau                |              | |
| 1866                                     | 1884                  | Charles Denis Vincent   |              | |
| 1884                                     | 1890                  | Gaultier de Vaucenay    |              | |
| 1890                                     | 1903                  | Charles Denis Vincent   |              | |
| 1903                                     | 1924                  | Duchemin de Vaubernier  |              | |
| 1924                                     | 1936                  | Roland Dulong de Rosnay |              | |
| 1936                                     | mai 1951 (décès)      | Georges Pouteau         |              | Artisan |
| 1951                                     | mars 1954 (décès)     | Louis Mongason          |              | |
| 1954                                     | mars 1973 (démission) | Henri Gendron           |              | Retraité, maire honoraire (1977) |
| mars 1973                                | mars 2008             | Henri Houdouin          | RPR puis UMP | Exploitant agricole Conseiller général d'Argentré (1994 → 2005) Député de la Mayenne (1re circ.) (1995 → 1997 et 2005 → 2007) Vice-président de la CA de Laval                         |
| mars 2008                                | mars 2014             | Pierre-Yves Mardelé     | DVD          | Cadre supérieur de la Poste retraité Vice-président de Laval Agglomération |
| mars 2014                                | En cours              | Gwénaël Poisson         | DVD          | Enseignant retraité Conseiller départemental de Bonchamp-lès-Laval (2015 → ) 4e vice-président de Laval Agglomération (2014 → 2019) 7e vice-président de Laval Agglomération (2020 → ) |

D'après l'abbé Angot, Gaultier de Vaucenay aurait été révoqué de sa fonction de maire en novembre 1908 pour « maintien du crucifix dans les classes ».
Le conseil municipal est composé de vingt-neuf membres dont le maire et huit adjoints.

## Population et société

### Démographie
L'évolution du nombre d'habitants est connue à travers les recensements de la population effectués dans la commune depuis 1793. Pour les communes de moins de 10 000 habitants, une enquête de recensement portant sur toute la population est réalisée tous les cinq ans, les populations de référence des années intermédiaires étant quant à elles estimées par interpolation ou extrapolation. Pour la commune, le premier recensement exhaustif entrant dans le cadre du nouveau dispositif a été réalisé en 2005.
En 2022, la commune comptait 6 294 habitants, en évolution de +5,82 % par rapport à 2016 (Mayenne : −0,73 %, France hors Mayotte : +2,11 %).
| 1793  | 1800 | 1806  | 1821  | 1831  | 1836  | 1841  | 1846  | 1851  |
| ----- | ---- | ----- | ----- | ----- | ----- | ----- | ----- | ----- |
| 1 235 | 873  | 1 219 | 1 144 | 1 167 | 1 227 | 1 275 | 1 283 | 1 290 |

| 1856  | 1861  | 1866  | 1872  | 1876  | 1881  | 1886  | 1891  | 1896 |
| ----- | ----- | ----- | ----- | ----- | ----- | ----- | ----- | ---- |
| 1 291 | 1 262 | 1 252 | 1 152 | 1 182 | 1 146 | 1 102 | 1 032 | 959  |

| 1901 | 1906 | 1911 | 1921 | 1926 | 1931 | 1936 | 1946 | 1954 |
| ---- | ---- | ---- | ---- | ---- | ---- | ---- | ---- | ---- |
| 939  | 949  | 914  | 788  | 745  | 780  | 788  | 839  | 831  |

| 1962 | 1968  | 1975  | 1982  | 1990  | 1999  | 2005  | 2006  | 2010  |
| ---- | ----- | ----- | ----- | ----- | ----- | ----- | ----- | ----- |
| 815  | 1 387 | 2 235 | 3 444 | 3 832 | 4 793 | 5 232 | 5 381 | 5 842 |

| 2015  | 2020  | 2022  | - | - | - | - | - | - |
| ----- | ----- | ----- | - | - | - | - | - | - |
| 5 900 | 6 187 | 6 294 | - | - | - | - | - | - |

Les statistiques officielles concernant la population des communes sont d'apparition assez récente, puisqu'elles datent de moins de deux siècles. Cependant, l'étude des documents anciens tels que les registres d'état-civil nous permettent de nous faire une idée de l'état de la population pour les périodes antérieures.
C'est ainsi que différents historiens ont pu établir les relevés suivants :
- Moyenne des naissances de 1601 à 1610 : 38.
- Pour la période allant de 1610 à 1640, on estime la population à environ 1 000 habitants. L'étude de la natalité et de la mortalité fait ressortir un excédent annuel moyen de 16 personnes. Seules trois années ont un solde négatif, caractéristique des périodes d'épidémies. L'année 1639 est remarquable à ce titre, puisqu'on relève deux fois plus de décès que de naissances.
- Moyenne des naissances de 1701 à 1710 : 54.
- 240 feux en 1697.
- 1 006 habitants imposés par le sel, 51 pauvres et 10 exempts en 1776.
- 1 026 habitants imposés par le sel, 44 pauvres, 13 exempts en 1780.
- 900 communiants en 1780.
- 971 imposés, 26 pauvres et 12 exempts en 1786.

## Activité et manifestations
Bonchamp-lès-laval est équipée depuis 1996 d'une salle appelée « les Angenoises » qui accueille la médiathèque de la ville et une salle de spectacle de 750 places assises. Elle peut aussi accueillir jusqu'à 1 000 personnes debout.

### Sports
L'Entente sportive de Bonchamp fait évoluer trois équipes en  ligue du Maine et une autre en divisions de district.
L'ESB Jazzline permet la pratique de la danse modern jazz, du fitness, de la zumba et du step, avec notamment un gala de danse organisé tous les ans au mois de juin.
En 1960, André-Francis Bigeon, éleveur de trotteurs, achète le domaine de Barbés et y installe son écurie. Les chevaux au complément de nom Barbés s'illustrent sur les hippodromes, notamment à Vincennes. Ses fils Jean-Luc et Christian lui ont succédé.

### Jumelages

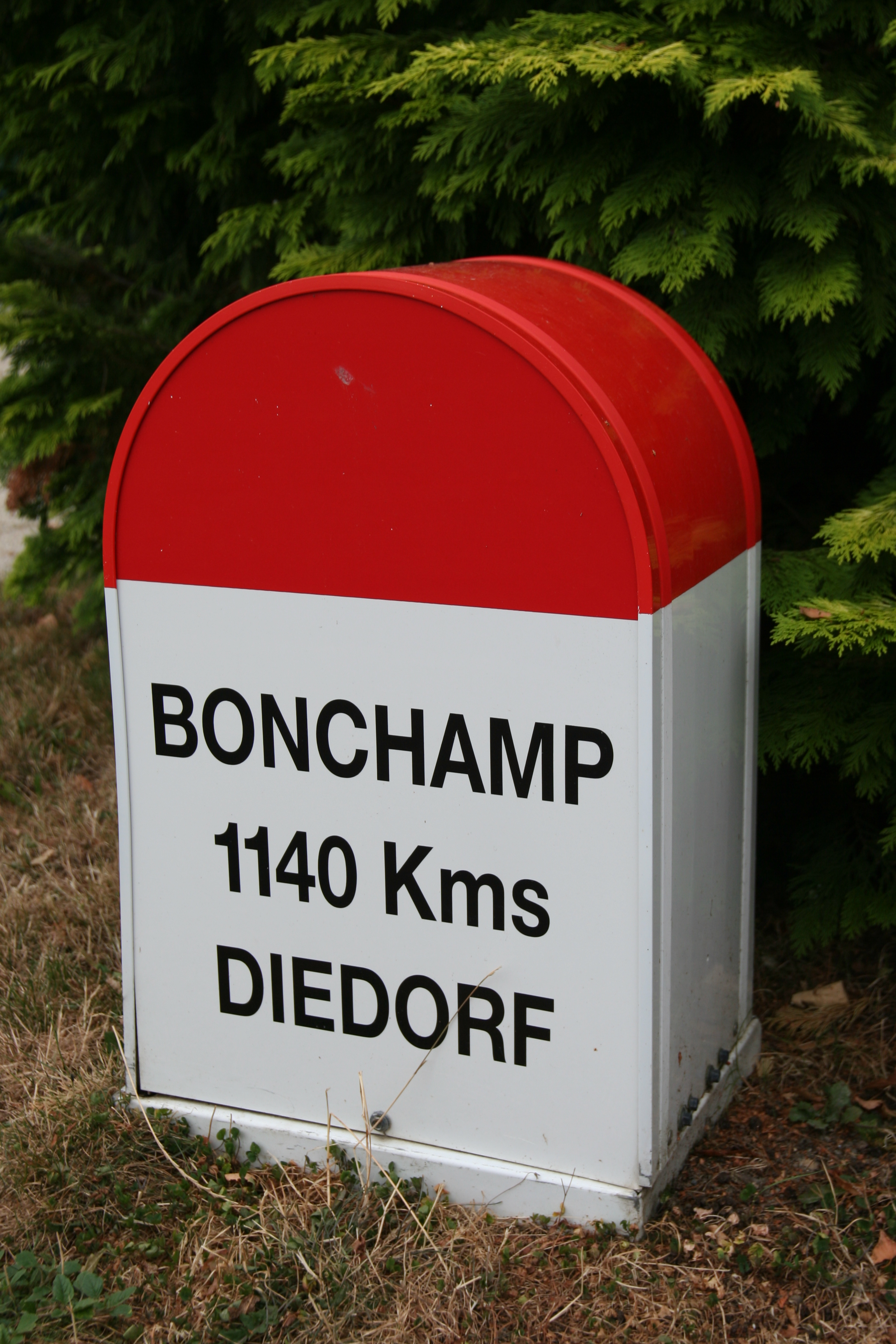
Borne placée devant la mairie, symbolisant le jumelage avec Diedorf (Bavière).

- Diedorf (Allemagne) depuis 1991.

## Culture locale et patrimoine

### Lieux et monuments
- Église Saint-Blaise

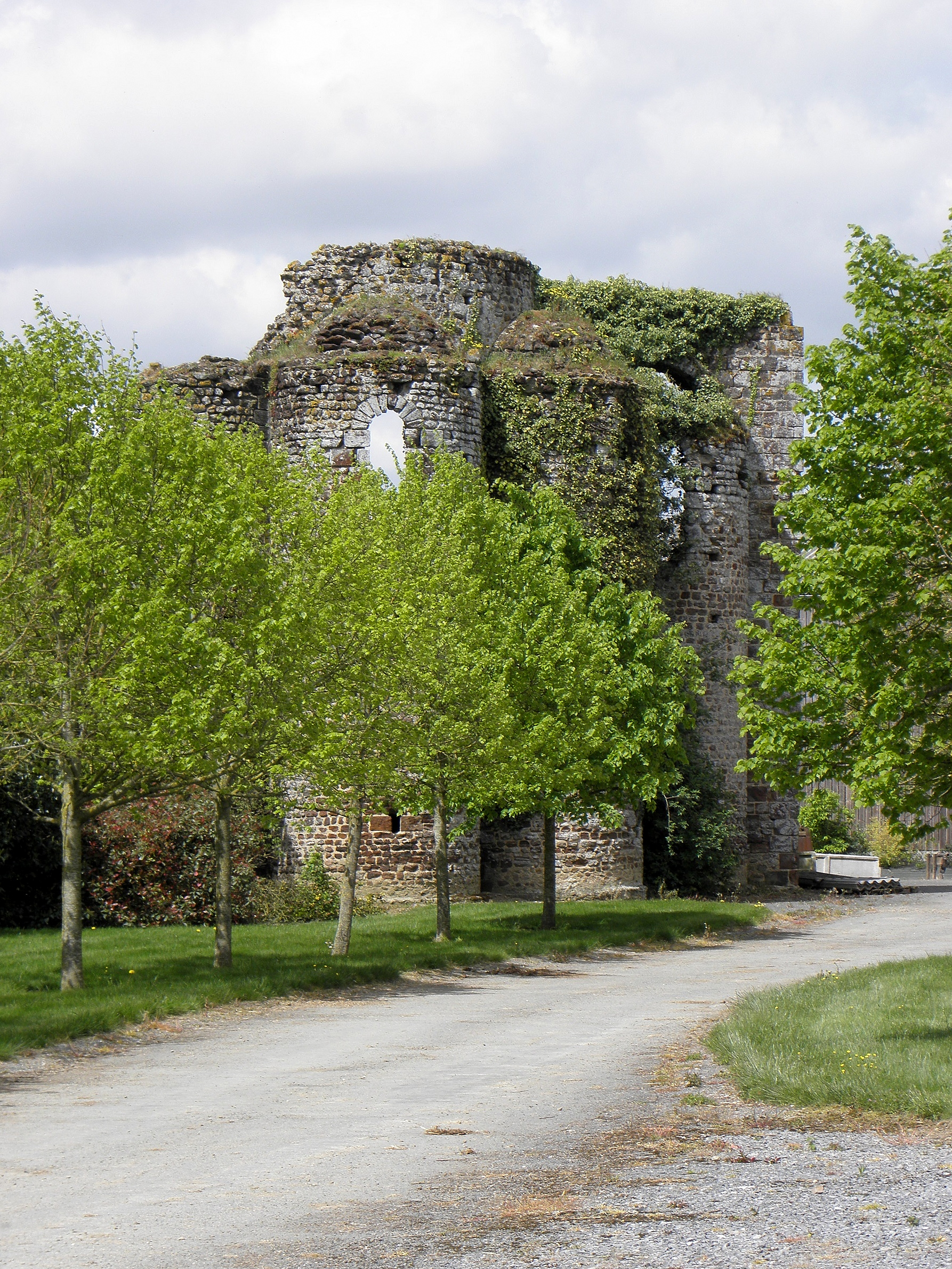
La chapelle de la Cassine.

- Chapelle de la Cassine : ces vestiges de la fin du XIe siècle sont situés à quelques kilomètres de la ville actuelle. Ils sont inscrits  aux Monuments historiques[33].
- Manoir de Sacé
- Manoir de la Grande Courteille : le manoir lui-même date du début du XVIe siècle alors que sa chapelle a été construite en 1631.
- Village de potiers et manoir des Gaudinières : ce village est situé près du bourg de Forcé. L'activité de poterie fut à son apogée dans ce lieu au XVIe siècle.
- Château d'Auvers.
- Manoir du Bois Morin
- Manoir de Plessis-Guilleux

### Personnalités liées à la commune
- Christian de Vaufleury (1929 à Bonchamp-lès-Laval - 2011), footballeur.
- Philippe Dalibard (né en 1958 à Bonchamp-lès-Laval), coureur cycliste.

## Sources